# Gastrodiinae
De Gastrodiinae vormen een subtribus van de Gastrodieae, een tribus van de orchideeënfamilie (Orchidaceae).
De naam is afgeleid van het geslacht Gastrodia.
De subtribus omvat zes geslachten met een zeventigtal soorten tropische epiparasitische orchideeën.

## Taxonomie
De Gastrodiinae vormen de enige resterende subtribus in de tribus Gastrodieaea, nadat op basis van recent DNA-onderzoek de subtribus Epipogiinae, Nerviliinae en Wullschlaegeliinae zijn verplaatst naar andere tribus binnen de onderfamilie Epidendroideae. De subtribus omvat zes geslachten:
- Geslachten:
  - Auxopus
  - Didymoplexiella
  - Didymoplexis
  - Gastrodia
  - Neoclemensia
  - Uleiorchis